# Cabezabellosa
Cabezabellosa és un municipi de la província de Càceres, a la comunitat autònoma d'Extremadura (Espanya). Està situat a les muntanyes de Traslasierra, entre valle del Jerte i valle del Ambroz, al nord de Plasencia.